# Temporada 2008 del fútbol ecuatoriano
La Temporada 2008 del fútbol ecuatoriano abarca todas las actividades relativas a campeonatos de fútbol profesional, nacionales e internacionales, disputados por clubes ecuatorianos, y por las selecciones nacionales de este país, en sus diversas categorías, durante 2008.
| Categoría         | Campeonato               | Campeón                  | Título      |
| ----------------- | ------------------------ | ------------------------ | ----------- |
| Serie A           | Campeonato Nacional 2008 | Sociedad Deportivo Quito | 3.er Título |
| Serie B           | Anual 2008               | Manta Fútbol Club        | 3.er Título |
| Segunda Categoría | Segunda Categoría 2008   | Rocafuerte Fútbol Club   | 1.er Título |

## Torneos locales (Campeonatos regulares)

### Serie A

#### Primera Etapa
Clasificación
|     | Equipo                | PTS | PJ | PG | PE | PP | GF | GC | DG  | Bon |
| --- | --------------------- | --- | -- | -- | -- | -- | -- | -- | --- | --- |
| 1º  | Deportivo Quito       | 45  | 22 | 13 | 6  | 3  | 39 | 18 | +21 | 3   |
| 2º  | Liga de Quito         | 38  | 22 | 11 | 5  | 6  | 36 | 22 | +14 | 2   |
| 3º  | Deportivo Cuenca      | 37  | 22 | 10 | 7  | 5  | 26 | 16 | +10 | 1   |
| 4º  | El Nacional           | 37  | 22 | 10 | 7  | 5  | 30 | 21 | +9  | 0   |
| 5º  | Barcelona             | 35  | 22 | 9  | 8  | 5  | 34 | 27 | +7  | 0   |
| 6º  | Espoli                | 31  | 22 | 9  | 4  | 9  | 31 | 29 | +2  | 0   |
| 7º  | Macará                | 30  | 22 | 8  | 6  | 8  | 18 | 19 | -1  | 0   |
| 8º  | Emelec                | 29  | 22 | 7  | 8  | 7  | 23 | 28 | -5  | 0   |
| 9º  | Técnico Universitario | 23  | 22 | 7  | 2  | 13 | 20 | 40 | -20 | 0   |
| 10º | Olmedo                | 18  | 22 | 3  | 9  | 10 | 15 | 27 | -12 | 0   |
| 11º | Universidad Católica  | 18  | 22 | 4  | 6  | 12 | 22 | 38 | -16 | 0   |
| 12º | Deportivo Azogues     | 17  | 22 | 3  | 8  | 11 | 22 | 31 | -9  | 0   |

#### Segunda Etapa

##### Grupo A
Clasificación
|    | Equipo            | PTS | PJ | PG | PE | PP | GF | GC | DG  | Bon |
| -- | ----------------- | --- | -- | -- | -- | -- | -- | -- | --- | --- |
| 1º | Barcelona         | 22  | 10 | 7  | 1  | 2  | 13 | 4  | +9  | 1   |
| 2º | Deportivo Quito   | 17  | 10 | 5  | 2  | 3  | 14 | 7  | +7  | 0   |
| 3º | Olmedo            | 17  | 10 | 5  | 2  | 3  | 15 | 9  | +6  | 0   |
| 4º | El Nacional       | 13  | 10 | 4  | 1  | 5  | 7  | 11 | -4  | 0   |
| 5º | Emelec            | 13  | 10 | 4  | 1  | 5  | 7  | 15 | -8  | 0   |
| 6º | Deportivo Azogues | 4   | 10 | 1  | 1  | 8  | 7  | 17 | -10 | 0   |

##### Grupo B
Clasificación
|    | Equipo                | PTS | PJ | PG | PE | PP | GF | GC | DG | Bon |
| -- | --------------------- | --- | -- | -- | -- | -- | -- | -- | -- | --- |
| 1º | Macará                | 18  | 10 | 5  | 3  | 2  | 17 | 13 | +4 | 1   |
| 2º | Liga de Quito         | 16  | 10 | 4  | 4  | 2  | 12 | 10 | +2 | 0   |
| 3º | Técnico Universitario | 15  | 10 | 3  | 6  | 1  | 10 | 9  | +1 | 0   |
| 4º | Universidad Católica  | 12  | 10 | 3  | 3  | 4  | 14 | 16 | -2 | 0   |
| 5º | Deportivo Cuenca      | 10  | 10 | 2  | 4  | 4  | 12 | 13 | -1 | 0   |
| 6º | Espoli                | 8   | 10 | 2  | 2  | 6  | 7  | 11 | -4 | 0   |

#### Tabla acumulada
Clasificación
|     | Equipo                | PTS | PJ | PG | PE | PP | GF | GC | DG  |
| --- | --------------------- | --- | -- | -- | -- | -- | -- | -- | --- |
| 1º  | Deportivo Quito       | 62  | 32 | 18 | 8  | 6  | 53 | 25 | +28 |
| 2º  | Barcelona             | 57  | 32 | 16 | 9  | 7  | 47 | 31 | +16 |
| 3º  | Liga de Quito         | 54  | 32 | 15 | 9  | 8  | 48 | 32 | +16 |
| 4º  | El Nacional           | 50  | 32 | 14 | 8  | 10 | 37 | 32 | +5  |
| 5º  | Macará                | 48  | 32 | 13 | 9  | 10 | 35 | 32 | +3  |
| 6º  | Deportivo Cuenca      | 47  | 32 | 12 | 11 | 9  | 38 | 29 | +9  |
| 7º  | Emelec                | 42  | 32 | 11 | 9  | 12 | 30 | 43 | -13 |
| 8º  | Espoli                | 39  | 32 | 11 | 6  | 15 | 38 | 40 | -2  |
| 9º  | Técnico Universitario | 38  | 32 | 10 | 8  | 14 | 30 | 49 | -19 |
| 10º | Olmedo                | 35  | 32 | 8  | 11 | 13 | 30 | 36 | -6  |
| 11º | Universidad Católica  | 30  | 32 | 7  | 9  | 16 | 36 | 54 | -18 |
| 12º | Deportivo Azogues     | 21  | 32 | 4  | 9  | 19 | 29 | 48 | -19 |

#### Liguilla Final
Clasificación
|    | Equipo           | PTS | PJ | PG | PE | PP | GF | GC | DG | Bon |
| -- | ---------------- | --- | -- | -- | -- | -- | -- | -- | -- | --- |
| 1º | Deportivo Quito  | 23  | 10 | 6  | 2  | 2  | 12 | 5  | +7 | +3  |
| 2º | Liga de Quito    | 18  | 10 | 5  | 1  | 4  | 15 | 14 | +1 | +2  |
| 3º | Deportivo Cuenca | 15  | 10 | 4  | 2  | 4  | 10 | 9  | -1 | +1  |
| 4º | El Nacional      | 14  | 10 | 3  | 5  | 2  | 10 | 9  | +1 | 0   |
| 5º | Barcelona        | 13  | 10 | 2  | 6  | 2  | 10 | 11 | -1 | +1  |
| 6º | Macará           | 5   | 10 | 0  | 4  | 6  | 12 | 19 | -7 | +1  |

### Serie B

#### Primera Etapa
Clasificación
|     | Equipo                   | PTS | PJ | PG | PE | PP | GF | GC | DG  |
| --- | ------------------------ | --- | -- | -- | -- | -- | -- | -- | --- |
| 1º  | Manta FC                 | 36  | 18 | 11 | 3  | 4  | 34 | 16 | +18 |
| 2º  | LDU de Portoviejo        | 33  | 18 | 10 | 3  | 5  | 38 | 18 | +20 |
| 3º  | Grecia                   | 30  | 18 | 8  | 6  | 4  | 24 | 26 | -2  |
| 4º  | LDU de Cuenca            | 24  | 18 | 6  | 6  | 6  | 26 | 21 | +5  |
| 5º  | LDU de Loja              | 23  | 18 | 6  | 5  | 7  | 23 | 22 | +1  |
| 6º  | Independiente José Terán | 23  | 18 | 7  | 2  | 9  | 20 | 21 | -1  |
| 7º  | Aucas                    | 23  | 18 | 5  | 8  | 5  | 18 | 26 | -8  |
| 8º  | Imbabura SC              | 23  | 18 | 6  | 5  | 7  | 21 | 26 | -5  |
| 9º  | Municipal de Cañar       | 20  | 18 | 6  | 2  | 10 | 12 | 26 | -14 |
| 10º | Brasilia                 | 13  | 18 | 3  | 4  | 11 | 18 | 32 | -14 |

#### Segunda Etapa
Clasificación
|     | Equipo                   | PTS | PJ | PG | PE | PP | GF | GC | DG  |
| --- | ------------------------ | --- | -- | -- | -- | -- | -- | -- | --- |
| 1º  | Manta FC                 | 33  | 18 | 9  | 6  | 3  | 34 | 16 | +18 |
| 2º  | LDU de Portoviejo        | 31  | 18 | 9  | 4  | 5  | 38 | 18 | +20 |
| 3º  | Grecia                   | 29  | 18 | 8  | 5  | 5  | 24 | 26 | -2  |
| 4º  | LDU de Cuenca            | 26  | 18 | 7  | 5  | 6  | 26 | 21 | +5  |
| 5º  | LDU de Loja              | 25  | 18 | 6  | 7  | 5  | 23 | 22 | +1  |
| 6º  | Independiente José Terán | 25  | 18 | 7  | 4  | 7  | 20 | 21 | -1  |
| 7º  | Aucas                    | 23  | 18 | 6  | 5  | 7  | 18 | 26 | -8  |
| 8º  | Imbabura SC              | 22  | 18 | 6  | 4  | 8  | 21 | 26 | -5  |
| 9º  | Municipal de Cañar       | 21  | 18 | 5  | 6  | 7  | 12 | 26 | -14 |
| 10º | Brasilia                 | 10  | 18 | 2  | 4  | 12 | 18 | 32 | -14 |

#### Tabla acumulada
Clasificación
|     | Equipo                   | PTS | PJ | PG | PE | PP | GF | GC | DG  |
| --- | ------------------------ | --- | -- | -- | -- | -- | -- | -- | --- |
| 1º  | Manta FC                 | 69  | 36 | 20 | 9  | 7  | 34 | 16 | +18 |
| 2º  | Grecia                   | 59  | 36 | 16 | 11 | 9  | 38 | 18 | +20 |
| 3º  | LDU de Portoviejo        | 55  | 36 | 16 | 7  | 13 | 24 | 26 | -2  |
| 4º  | LDU de Loja              | 54  | 36 | 15 | 9  | 12 | 26 | 21 | +5  |
| 5º  | Imbabura SC              | 48  | 36 | 12 | 12 | 12 | 23 | 22 | +1  |
| 6º  | Aucas                    | 48  | 36 | 12 | 12 | 12 | 20 | 21 | -1  |
| 7º  | Independiente José Terán | 46  | 36 | 13 | 7  | 16 | 18 | 26 | -8  |
| 8º  | Municipal de Cañar       | 46  | 36 | 13 | 7  | 16 | 21 | 26 | -5  |
| 9º  | LDU de Cuenca            | 45  | 36 | 11 | 12 | 13 | 12 | 26 | -14 |
| 10º | Brasilia                 | 23  | 36 | 5  | 8  | 23 | 18 | 32 | -14 |

|  | Clasificados al cuadrangular final  |
|  | Descenderán a la Segunda Categoría. |

#### Cuadrangular Final
Clasificación
|    | Equipo            | PTS | PJ | PG | PE | PP | GF | GC | DG |
| -- | ----------------- | --- | -- | -- | -- | -- | -- | -- | -- |
| 1º | Manta FC          | 15  | 6  | 3  | 2  | 1  | 13 | 8  | +5 |
| 2º | LDU de Portoviejo | 14  | 6  | 4  | 1  | 1  | 12 | 8  | +4 |
| 3º | Grecia            | 7   | 6  | 2  | 1  | 3  | 9  | 8  | +1 |
| 4º | LDU de Loja       | 4   | 6  | 1  | 0  | 5  | 6  | 9  | -3 |

|  | Ascendidos a la Serie A de Ecuador. |

### Segunda Categoría

#### Primera Fase
| Fecha                 | Lugar     | Local         | Resultado | Visitante           |
| --------------------- | --------- | ------------- | --------- | ------------------- |
| 31 de octubre de 2008 | Guayaquil | Rocafuerte FC | 4 – 2     | River Plate Ecuador |

| Fecha                  | Lugar     | Local               | Resultado | Visitante     |
| ---------------------- | --------- | ------------------- | --------- | ------------- |
| 8 de noviembre de 2008 | Guayaquil | River Plate Ecuador | 0 – 1     | Rocafuerte FC |

- Rocafuerte FC ganó en el global 5 - 2.

| Fecha                 | Lugar   | Local              | Resultado | Visitante      |
| --------------------- | ------- | ------------------ | --------- | -------------- |
| 31 de octubre de 2008 | Machala | Fuerza Amarilla SC | 0 – 0     | Atlético Audaz |

| Fecha                  | Lugar   | Local          | Resultado | Visitante          |
| ---------------------- | ------- | -------------- | --------- | ------------------ |
| 7 de noviembre de 2008 | Machala | Atlético Audaz | 1 – 0     | Fuerza Amarilla SC |

- Atlético Audaz Ganó en el global 1 - 0.

| Fecha                  | Lugar | Local   | Resultado | Visitante    |
| ---------------------- | ----- | ------- | --------- | ------------ |
| 1 de noviembre de 2008 | Puyo  | Cumandá | 2 – 1     | CD Star Club |

| Fecha                  | Lugar    | Local        | Resultado | Visitante |
| ---------------------- | -------- | ------------ | --------- | --------- |
| 9 de noviembre de 2008 | Riobamba | CD Star Club | 2 – 1     | Cumandá   |

- Cumandá Ganó en penales 4 - 2 porque en el global quedaron 3 - 3.

| Fecha                 | Lugar   | Local       | Resultado | Visitante |
| --------------------- | ------- | ----------- | --------- | --------- |
| 31 de octubre de 2008 | Cayambe | Cuniburo FC | 0 – 2     | UTE       |

| Fecha                  | Lugar | Local | Resultado | Visitante   |
| ---------------------- | ----- | ----- | --------- | ----------- |
| 8 de noviembre de 2008 | Quito | UTE   | 0 – 2     | Cuniburo FC |

- Cuniburo FC Ganó en penales 4 - 3 porque en el global quedaron 2 - 2.

#### Cuadrangular Final
Clasificación
|    | Equipo         | PTS | PJ | PG | PE | PP | GF | GC | DG |
| -- | -------------- | --- | -- | -- | -- | -- | -- | -- | -- |
| 1° | Rocafuerte FC  | 16  | 6  | 5  | 1  | 0  | 10 | 5  | +5 |
| 2° | Atlético Audaz | 9   | 6  | 3  | 0  | 3  | 4  | 4  | 0  |
| 3° | Cuniburo FC    | 7   | 6  | 2  | 1  | 3  | 4  | 9  | -5 |
| 4° | Cumandá        | 2   | 6  | 0  | 2  | 4  | 4  | 9  | -5 |

|  | Ascendidos a la Serie B de Ecuador. |

## Ascensos y descensos
| Categorías                | Equipos descendidos                    | Equipos ascendidos           |
| ------------------------- | -------------------------------------- | ---------------------------- |
| Serie A Serie B           | Universidad Católica Deportivo Azogues | Manta FC Liga de Portoviejo  |
| Serie B Segunda Categoría | Liga de Cuenca Brasilia                | Rocafuerte FC Atlético Audaz |

## Torneos internacionales
Véase además Anexo:Clubes ecuatorianos en torneos internacionales

### Copa Libertadores
|  |    | Equipo           | Fase final             | PTS | PJ | PG | PE | PP | GF | GC | DG |
|  | -- | ---------------- | ---------------------- | --- | -- | -- | -- | -- | -- | -- | -- |
|  | 1° | Liga de Quito    | Final (Campeón)        | 20  | 14 | 5  | 5  | 4  | 21 | 15 | +6 |
|  | 2° | Deportivo Cuenca | Segunda Fase (Grupo 2) | 6   | 6  | 1  | 3  | 2  | 2  | 5  | -3 |
|  | 3° | C.D. Olmedo      | Primera Fase           | 3   | 2  | 1  | 0  | 1  | 1  | 3  | -2 |

### Copa Sudamericana
|  |    | Equipo          | Fase final       | PTS | PJ | PG | PE | PP | GF | GC | DG |
|  | -- | --------------- | ---------------- | --- | -- | -- | -- | -- | -- | -- | -- |
|  | 1° | Deportivo Quito | Primera fase     | 7   | 4  | 2  | 1  | 1  | 6  | 6  | 0  |
|  | 2° | Liga de Quito   | Octavos de final | 4   | 4  | 1  | 1  | 2  | 6  | 9  | -3 |